# Prakaikiat Sukkong
Prakaikiat Sukkong (thailändisch ประกายเกียรติ สุขคง, * 9. Juli 1997) ist ein thailändischer Fußballspieler.

## Karriere
Prakaikiat Sukkong stand bis Juli 2022 beim Drittligisten Chamchuri United FC unter Vertrag. Der Verein aus der Hauptstadt Bangkok spielte in der Bangkok Metropolitan Region der Liga. Am 30. Juli 2022 unterschrieb er einen Vertrag beim Zweitligisten Customs United FC. Sein Zweitligadebüt für den Bangkoker Verein gab Sukkong am 14. August 2022 (1. Spieltag) im Auswärtsspiel gegen den Erstligaabsteiger Suphanburi FC. Hier wurde er in der 60. Minute für Siwakorn Jakkuprasat eingewechselt. Die Customs verloren das Spiel durch die Tore von Matheus Souza und Douglas Tardin mit 2:0. Mit dem Verein aus Samut Prakan wurde man am Ende der Saison 2022/23 Tabellendritter und qualifizierte sich somit für die Aufstiegsspiele zur ersten Liga. Hier musste man sich jedoch im Finale gegen den Uthai Thani FC geschlagen geben. Nach fünf Ligaspielen wurde sein Vertrag nach der Saison nicht verlängert. Im Sommer 2023 unterschrieb er einen Vertrag beim Drittligaaufsteiger BFB Pattaya City. Mit dem Verein aus Pattaya spielt er in der Eastern Region der Liga.